# Ipeľské Úľany
Ipeľské Úľany (in ungherese Ipolyfödémes) è un comune della Slovacchia facente parte del distretto di Levice, nella regione di Nitra.